# Brenda Martinez
Brenda Martinez (Upland, 8 settembre 1987) è una mezzofondista statunitense.

## Palmarès
| Anno | Manifestazione  | Sede           | Evento       | Risultato  | Prestazione | Note                          |
| ---- | --------------- | -------------- | ------------ | ---------- | ----------- | ----------------------------- |
| 2012 | Mondiali indoor | Istanbul       | 1500 m piani | Batteria   | 4'11"30     |                               |
| 2013 | Mondiali        | Mosca          | 800 m piani  | Argento    | 1'57"91     | Miglior prestazione personale |
| 2014 | World Relays    | Nassau         | 4×800 m      | Oro        | 8'01"58     | Record dei campionati         |
| 2014 | World Relays    | Nassau         | 4×1500 m     | Argento    | 16'55"33    | Record nord-centroamericano   |
| 2015 | Mondiali        | Pechino        | 800 m piani  | Semifinale | 2'00"27     |                               |
| 2016 | Mondiali indoor | Portland       | 1500 m piani | 5ª         | 4'09"57     |                               |
| 2016 | Giochi olimpici | Rio de Janeiro | 1500 m piani | Semifinale | 4'10"41     |                               |
| 2017 | Mondiali        | Londra         | 800 m piani  | Semifinale | 2'01"31     |                               |